# 싱크홀 (영화)
싱크홀은 2021년 8월 11일에 공개된 대한민국의 재난 코미디 영화이다.

## 캐스팅
- 차승원: 정만수 역
- 김성균: 박동원 역
- 이광수: 김승현 역
- 김혜준: 홍은주 역
- 남다름: 정승태 역
- 김홍파: 서 국장 역
- 고창석: 구조대장 역
- 권소현: 영이 역
- 이학주: 정 대리 역
- 김재화: 301호 아줌마 역
- 한태린: 안효정 역
- 나철: 민준 역
- 정윤하: 젊은 엄마 역
- 정영숙: 오씨 할머니 역
- 장광: 옆 빌라 할아버지 역
- 김건우: 박수찬 역